# Жуть (телесериал)
«Жуть» (англ. Freakish) — американский телесериал в жанре ужасов и триллера, который транслировался на стриминговом сервисе Hulu с 10 октября 2016 года. Главные роли исполнили актёры Лео Ховард, Лайза Коши, Адам Хикс, Эйслинн Пол, Меган Ринкс, Мелвин Грегг, Тайлер Чейз и другие.
В центре сюжета сериала находится группа школьников, которые оказываются заперты внутри школы, когда на недалеко находящемся химическом заводе происходит авария, из-за которой происходит утечка радиации. В итоге почти все живые организмы в городе мутируют в уродливых чудовищ.
В июле 2018 года года сериал был закрыт после 2 сезона из-за негативной критики и низких рейтингов.

## Сюжет
Сериал рассказывает о группе учеников, которые в субботу собираются в школе на внеклассное занятие. Но, когда неподалёку взрывается химический завод, они должны объединиться, чтобы найти способ выжить, используя лишь ограниченные ресурсы, и защитить себя от тех, кто в результате радиоактивного заражения превратился в уродливых существ, похожих на зомби.

## В ролях

### Главные
- Лео Ховард — Гроувер Джонс, старшеклассник, который чудом избегает заражения из-за того, что оказался в школе, чтобы провести время со своей девушкой Вайолет.
- Лайза Коши — Вайолет Адамс, старшеклассница, которая избегает заражения, когда оказывается оставлена в школе после уроков из-за своих неконтролируемых вспышек гнева.
- Адам Хикс — Дизель Тёрнер, старшеклассник, который становится изгоем в школе из-за своих издевательств над младшыми школьниками.
- Эйслинн Пол — Натали Кэллауэй, старшеклассница и одна из тех, кому удалось избежать заражения.
- Меган Ринкс — Зои Паркер, старшеклассница и капитан школьной команды по черлидингу, которая выживает в школе после того, как её оставляют после уроков.
- Мелвин Грегг — Лэшон Деверо, старшеклассник, который оказывается заперт в школе вместе со своей девушкой Зои и другом Нудлом.
- Тайлер Чейз — Барретт Макинтайр, старшеклассник, который избегает заражения в школе и обладает талантом ко взлому компьютеров и решению проблем.
- Хейс Гриер — Нудл Нельсон, старшеклассник и лучший друг Лэшона, который оказывается заперт в школе после того, как его отправляют в изолятор.
- Ники ДеМар — Сэди, член второй группы выживших, которые находят новое убежище в школе.
- Саксон Шарбино — Анка Келлер, член второй группы выживших.
- Джордан Кэллоуэй — Зейн Хайатт, член второй группы выживших и бывший парень Вайолет.

### Второстепенные
- Мэри Маусер — Мэри Джонс
- Алекс Озеров — Лайл
- Чад Коулмэн — тренер
- Оливия Гонзалес — Эдди
- Чед Майкл Коллинз — Джон Коллинз
- Аманда Стил — Хейли
- Джейк Бьюзи — Эрл
- Брэнт Догерти — Джейк
- Тати Габриэль — Бёрди
- Райан МакКэртан — Оливер Келлер
- Джой Османски — Фелисити
- Кэйтлин Карвер — Элис

## Сезоны
| Сезон | Серии | Серии | Даты показа     | Даты показа     |
| Сезон | Серии | Серии | Первая серия    | Последняя серия |
| ----- | ----- | ----- | --------------- | --------------- |
| 1     | 10    | 10    | 10 октября 2016 | 10 октября 2016 |
| 2     | 10    | 10    | 18 октября 2017 | 18 октября 2017 |

## Эпизоды

### Сезон 1(2016)
| № общий | № в сезоне | Название                          | Режиссёр         | Автор сценария                 | Дата премьеры   |
| --- | ---------- | --------------------------------- | ---------------- | ------------------------------ | --------------- |
| 1 | 1          | «Незнакомцы» «Detention»          | Крис Грисмер     | Бет Зумковски                  | 10 октября 2016 |
| Несмотря на то, что у Гроувера Джонса нет субботнего отчёта, он всё равно приходит в школу, чтобы побыть рядом с девушкой своей мечты — Вайолет Адамс. Когда неподалёку взрывается химический завод, они оказываются в ловушке в школе вместе с его сестрой Мэри, баскетболистами Лэшоном и Нудлом, девушкой Лэшона Зои, хулиганом Дизелем, компьютерным гением Барреттом и Натали, в то время как другие ученики выходят на улицу, чтобы попытаться найти выживших. В конце эпизода один из учеников, Лайл, который вышел на улицу, возвращается в школу со странными симптомами, похожими на болезнь. Когда Гроувер спрашивает его о ситуации на улице, Лайл отвечает: "Все мертвы". |            |                                   |                  |                                |                 |
| 2 | 2          | «Ветер перемен» «Winds of Change» | Крис Грисмер     | Бет Зумковски                  | 10 октября 2016 |
| Пока Гроувер, Вайолет, Барретт и тренер пытаются получить больше ответов от Лайла, появляется ещё больше учеников, у которых наблюдаются те же симптомы. Жертвы ненадолго засыпают, а просыпаются уже в виде зомби, которых герои начинают звать «жути». Остальные ученики проверяют еду и припасы. Когда Гроувер и Мэри пытаются принести еду спящему тренеру, они обнаруживают, что его пожирают ожившие «жути». Гроуверу и Мэри едва удаётся сбежать и запереть «жутей» внутри. Мэри идёт в ванную, чтобы попытаться отдышаться, и выясняется, что её укусили. |            |                                   |                  |                                |                 |
| 3 | 3          | «Тайны» «Secrets»                 | Майкл А. Алловиц | Бет Зумковски                  | 10 октября 2016 |
| Гроувер узнаёт, что Мэри укусили, и начинает приносить ей припасы. Однако у Мэри постепенно проявляются те же симптомы, что и у «жутей», и она начинает странно вести себя по отношению к другим людям. Барретт пытается связаться со спасателями по рации, но, похоже, безуспешно. Однако, пока никто не видит, он включает рацию и разговаривает с неизвестным человеком. Его ловит Мэри, которая пытается рассказать об этом группе. Внезапно у неё просыпается инстинкт «жути», и она готовится съесть его, но вмешивается Гроувер. Остальные выжившие начинают подозревать Гроувера, но Вайолет защищает его, когда раскрывается вся правда. Мэри засыпает, но через несколько часов просыпается и трансформируется в «жуть». |            |                                   |                  |                                |                 |
| 4 | 4          | «В ловушке» «Trapped»             | Крис Грисмер     | Мэттью В. Льюис                | 10 октября 2016 |
| Гроувер заходит проведать Мэри, но с ужасом узнаёт, что она превратилась в монстра. Мэри убегает, и группа разделяется, чтобы найти её. Лэшон и Зои находят её в раздевалке вместе с мёртвым Нудлом. Зои едва удаётся сбежать, а Мэри теряет сознание. Её изолируют, пока остальные решают, что делать. Гроуверу удаётся убедить их сохранить ей жизнь. Позже Барретт спускается вниз и сжигает её заживо, чтобы узнать больше о монстрах. Гроувер узнаёт об этом и злится, но группа голосует, чтобы решить, оставить ли её в живых или продолжить эксперименты. Голоса разделились поровну, решающий голос принадлежит Вайолет. По итогам голосования, они соглашаются продолжить эксперименты над Мэри, чтобы узнать о слабостях «жутей». Гроувер приходит в ярость и в гневе идёт к Мэри. Эпизод заканчивается намёком на то, что он собирается убить её. |            |                                   |                  |                                |                 |
| 5 | 5          | «Слабость» «Weakness»             | Майкл А. Алловиц | Бет Зумковски                  | 10 октября 2016 |
| Выясняется, что Гроувер не стал убивать Мэри и вместе с Дизелем помог ей сбежать наружу. Лэшон ведёт себя странно, и герои начинают подозревать, что он может быть заражён, но оказывается, что у него заканчивается инсулин. Гроувер и Барретт находят ещё два флакона. Барретт прячет один в карман куртки, а другой отдаёт Зои, но за это приходится заплатить. Зои и Барретт заключают непрочный союз. Гроувер всё ещё злится на Вайолет, но позже они мирятся, после чего Гроувер посвящает стену памяти их погибшим друзьям и учителям. Дизель приходит с ещё более плохими новостями — водопровод перестал работать, и воды нет. |            |                                   |                  |                                |                 |
| 6 | 6          | «Жажда» «Thirst»                  | Крис Грисмер     | Бет Зумковски                  | 10 октября 2016 |
| Пока группа тщательно распределяет оставшиеся у всех запасы воды, Гроувер обнаруживает, что в бомбоубежище хранятся противогазы, которые помогут им сбежать. Вайолет планирует сделать усыпляющий газ для борьбы с «жутями», чтобы они могли войти и забрать противогазы. Они с Зои пролезают через вентиляционные отверстия в химическую лабораторию, чтобы собрать необходимые химикаты, но по пути сражаются с «жутью». После успешной миссии Лэшон и Зои страстно целуются. Зои и Натали налаживают отношения и снова становятся друзьями. Гроувер и Вайолет сближаются и танцуют вместе, а Натали, с помощью советов Зои, признаётся остальным, что беременна. Тем временем «жуть», с которой Вайолет сражалась ранее, оживает и проникает в открытое вентиляционное отверстие. |            |                                   |                  |                                |                 |
| 7 | 7          | «Поражение» «Knockout»            | Крис Грисмер     | Мэттью В. Льюис                | 10 октября 2016 |
| Гроувер застаёт Барретта за тайным разговором по радио и раскрывает его. Вайолет выходит из себя и вырубает его недавно созданным усыпляющим газом, непреднамеренно лишая сознания и Дизеля. Эта ошибка побудила ее сделать личную видеозапись, в которой она рассказала о том, что, по её мнению, стало причиной взрыва на химическом заводе и последовавшей за ним катастрофы. Лэшон, Гроувер и Вайолет отправляются в убежище. Барретт приходит в себя, и Натали пытается предупредить Вайолет. Они узнают, что Гроувер был оглушён газом, но оказывается слишком поздно и они вынуждены оставить его в ловушке с пробудившимися «жутями». В конце концов они находят способ проникнуть внутрь и спасти его, и им это удаётся, пока Дизель, Барретт и Зои сражаются с «жутью», которая проникла внутрь через вентиляционные отверстия. Группа празднует, когда остальные возвращаются со всеми семью противогазами и хвалят Гроувера, но всё идёт наперекосяк, когда они обнаруживают, что работает только один из противогазов. |            |                                   |                  |                                |                 |
| 8 | 8          | «Нарушители» «Outsiders»          | Хезер Каппиелло  | Бет Зумковски                  | 10 октября 2016 |
| Группа пытается решить, кто пойдёт на улицу за помощью, но возникают проблемы, когда некоторые участники не могут выйти безопасно. Натали помогает Дизелю справиться с чувством вины из-за того, что он не может выйти на улицу. Вайолет и Гроувер пытаются защитить школу от «жутей». На улице Лэшон находит ресурсы, которые могли бы помочь выжившим, но теряет с ними связь прежде, чем успевает вернуться обратно в школу. В школе не осталось еды и воды, из-за чего группа решает выйти на поиски ресурсов, несмотря на то, что у них нет защитных масок. Тем временем некто обнаруживает выживших в школе. |            |                                   |                  |                                |                 |
| 9 | 9          | «Спасены» «Saved»                 | Тони Соломонс    | Мэттью В. Льюис                | 10 октября 2016 |
| Джон Коллинз, агент по спасению и восстановлению, которому удаётся найти школу по рации Барретта, утверждает, что у него есть способ защитить выживших от превращения в «жутей», если они будут дышать токсичным воздухом. Барретт не хочет доверять этому решению. Пока они ждут эвакуации, Вайолет и Гроувер сближаются. Натали начинает подозревать, что Барретт мог быть причастен ко взрыву на заводе и делится своими опасениями с остальными. Барретт показывает Гроуверу, что вакцины, привезённые Коллинзом, на самом деле являются ядом, но они вдвоём попадают в плен к Коллинзу и не успевают предупредить об опасности остальных. |            |                                   |                  |                                |                 |
| 10 | 10         | «Добыча» «Prey»                   | Крис Грисмер     | Бет Зумковски, Мэттью В. Льюис | 10 октября 2016 |
| Ситуация накаляется, когда выясняется, что Джон Коллинз — предатель, а Натали умирает от яда. Группа узнаёт шокирующие секреты, связанные с химическим заводом. Группа пытается взять Коллинза в заложники, но ему удаётся сбежать. Дизеля ранят в процессе, но он выживает. Вайолет попадает в плен, и Коллинз требует свой костюм в обмен на её жизнь. Гроувер и группа выполняют его требования, но тайно устанавливают на костюм сигнализацию. Коллинз тайно снимает баррикаду с двери подвального убежища, но сигнализация на его костюме срабатывает после выхода наружу, привлекая «жутей», которые убивают его. Дизель и Натали разделяют последний момент друг с другом, после чего последняя жертвует собой, чтобы спасти остальных, когда они вот-вот проиграют в схватке с «жутями», которые сбежали из приюта. Дизель и остальные четверо выживших оказываются в отчаянии. Впоследствии показано, что Гроувер обнаружил свою фотографию из сумки Коллинза, на которой он был помечен как объект поиска. В финальной сцене выясняется, что Лэшон, которого все считали погибшим, выжил и вернулся. Он сообщает Зои и Барретту, что у него не было другого выбора, кроме как привести группу силовиков, вызванных Коллинзом, в школу. |            |                                   |                  |                                |                 |

### Сезон 2(2017)
| № общий | № в сезоне | Название                             | Режиссёр           | Автор сценария         | Дата премьеры   |
| --- | ---------- | ------------------------------------ | ------------------ | ---------------------- | --------------- |
| 11 | 1          | «Наказание» «Trespass»               | Крис Грисмер       | Бет Зумковски          | 18 октября 2017 |
| Когда Зои и Барретт обнаруживают, что Лэшон всё ещё жив и вернулся в школу, они также понимают, что он вернулся не один, а с другими людьми, которые хотят убить оставшихся шестерых свидетелей катастрофы. Зои сообщает Лэшону, что Натали умерла, а Барретт предупреждает остальных о происходящем. Зои предупреждает Дизеля, который оплакивает потерю Натали, и возвращается к группе. Когда в здание проникают силовики, ученики прячутся. Лэшон сдаётся одному из силовиков, который отводит его в комнату и пытает, пока он не выдаёт местонахождение своих друзей. Гроувер, Барретт и Дизель решают пойти за рацией Барретта, чтобы позвать на помощь. Гроувер попадает в поле зрения одного из силовиков. Гроувер показывает ему фотографию, на которой Дизель убивает силовика. Затем подкрепление выманивает Лэшона и ломает ему ногу, чтобы он не мог убежать от «жутей», но его спасают Дизель, Барретт и Гроувер. Остальные силовики покидают школу, полагая, что Лэшон мертв и в школе никого не осталось. Затем Дизель спорит с Гроувером по поводу фотографии, которую Гроувер показал силовикам. Лэшон просыпается и узнаёт от Зои, что у него сломана нога. Гроувер и Вайолет идут по коридорам. Тем временем неизвестный мужчина идёт сквозь химическую бурю без маски. |            |                                      |                    |                        |                 |
| 12 | 2          | «Притяжение» «Attraction»            | Крис Грисмер       | Эрин Мехер, Кэй Рейндл | 18 октября 2017 |
| Барретт расспрашивает Лэшона о том, что происходило за пределами школы, и Лэшон рассказывает, что на самом деле происходит в Келлере. Зои и Лэшон продолжают сближаться, но Зои беспокоится о его сломанной ноге и позже узнаёт, что из-за диабета ему понадобятся антибиотики, чтобы рана зажила. В школе нет антибиотиков, и Гроувер выходит на улицу. Когда на обратном пути на него нападают «жути», ему приходится идти дальше, чем он планировал. В школе состояние здоровья Лэшона ухудшается, а Дизель и Барретт начинают подозревать, что странное поведение «жутей», окруживших школу, неслучайно. Гроувер находит антибиотики, но прежде чем он успевает вернуться в школу, он встречает вторую группу выживших и позволяет им пойти с ним. Барретт понимает, что «жутей» в школу привлекает рана Лэшона, в то время как Вайолет и Дизель пытаются защитить здание. Лэшон просит Барретта помочь ему спасти остальных. |            |                                      |                    |                        |                 |
| 13 | 3          | «Чужаки» «Strangers»                 | Майкл А. Алловиц   | Кристин Хантли         | 18 октября 2017 |
| Гроувер возвращается в школу вместе с другими выжившими, но первая группа быстро начинает с подозрением относиться к новичкам. Выясняется, что у Вайолет непростые отношения с одним из выживших, Зейном, и это приводит к конфликту между ней и Гроувером. Когда некоторые из выживших вступают в конфликт с новичками, первоначальная группа разделяется на тех, кто хочет им помочь, и тех, кто хочет, чтобы они ушли. У Дизеля появляется всё больше подозрений насчёт Анки и Оливера — брата и сестры, у которых, похоже, есть свои планы. Две группы наконец-то договариваются о том, как они могут начать доверять друг другу, но один из новичков сталкивается с незваным гостем в школе. |            |                                      |                    |                        |                 |
| 14 | 4          | «Проблемы с доверием» «Trust Issues» | Стэйси Тайтл       | Адам Дж. Карп          | 18 октября 2017 |
| Группа начинает с подозрением относиться к Анке и Оливеру, из-за чего Вайолет вызывается попытаться вытянуть информацию из Зейна. Анка заставляет Зои усомниться в причастности Барретта к смерти Лэшона. Зейн подтверждает подозрения группы, пока Фелисити и Дизель спорят об этике убийства «жутей». Зои обвиняет Барретта в смерти Лэшона, но успокаивается, когда он говорит ей, что тот умер спокойно. Когда Гроувер обнаруживает пропажу оружия, две группы снова становятся врагами, что приводит к тому, что первоначальная группа запирает Сэди, Зейна, Анку и Оливера. Выясняется, что Анка и Оливер — Келлеры, что усиливает подозрения в их адрес. Фелисити находит одного из выживших мёртвым, а Дизель узнаёт о злоумышленнике. Анка и Оливер рассказывают, что у них есть способ спасти выживших. Тем временем злоумышленник планирует захватить контроль над школой, и он не один. |            |                                      |                    |                        |                 |
| 15 | 5          | «Самосохранение» «Self Preservation» | Крис Грисмер       | Бет Зумковски          | 18 октября 2017 |
| Анка и Оливер пытаются убедить остальных довериться им, а Зои начинает с подозрением относиться к Барретту, когда тот рассказывает разные версии смерти Лэшона. Вайолет и Гроувер спорят о нравственности поступков Барретта. Зои вместе с новичками придумывает план, как довериться Анке и Оливеру и сбежать. Остальные планируют покинуть школу до того, как прибудут новые гости, но Дизель сталкивается с проблемой при отъезде. Новички пытаются найти путь к спасению, избегая встречи с «жутями», но вскоре попадают к ним в ловушку после того, как их план побега проваливается. Они спасаются только после того, как один из членов группы жертвует собой. Когда группа готовится к отъезду, выясняется, что Гроувер помешал побегу новичков и что он был целью для возвращения. Группа, включая Вайолет, нападает на Гроувера. |            |                                      |                    |                        |                 |
| 16 | 6          | «Вызов» «Dare»                       | Тони Соломонс      | Эрин Мехер, Кэй Рейндл | 18 октября 2017 |
| Поскольку все по-прежнему настроены против него, Гроувер планирует покинуть школу. Барретт решает присоединиться к нему, так как он всё ещё не доверяет Келлерам. Вайолет и Зейн начинают сближаться, в то время как Зои обращается к Анке, когда остальные отвергают её за то, что она встала на сторону новичков. Снаружи Гроувер и Барретт пытаются выбраться из заражённой зоны, но застревают и подвергаются нападению «жутей». В школе нарастает напряжение и союзы меняются, пока оставшиеся в живых ждут прибытия помощи. После ссоры с Анкой Оливер решает предать остальных выживших и планирует спастись в одиночку. |            |                                      |                    |                        |                 |
| 17 | 7          | «Ненавистники» «Haters»              | Крэйг Дэвид Уоллес | Адам Дж. Карп          | 18 октября 2017 |
| Выясняется, что незваный гость — один из большой группы выживших, над некоторыми из которых проводили эксперименты. После предательства Оливера напряжение всё ещё велико, а Анка остаётся без союзников. Зейн пытается помирить Вайолет и Зои. Снаружи Гроувер и Барретт обнаруживают, что все выходы из города заблокированы. Сэди и Дизель начинают сближаться, пока группа пытается придумать новый план побега. Гроувер и Барретт приходят домой и обнаруживают, что дом Гроувера разрушен, а дом Барретта, как ни странно, нетронут. Недоразумение в школе приводит к тому, что между Зейном и Вайолет снова нарастает напряжённость. В новой группе чужаков натянутые отношения, что вызывает напряжение внутри группы. Барретт объясняет Гроуверу причины своего плана разоблачить компанию «Keller Chemical». Также, Гроувер узнаёт, что его отец мог быть вовлечённым в эксперименты над людьми. |            |                                      |                    |                        |                 |
| 18 | 8          | «Человечность» «Humanity»            | Тони Соломонс      | Кристин Хантли         | 18 октября 2017 |
| Гроувер продолжает защищать своего отца от обвинений со стороны Барретта. Они узнают, что одна из соседок Барретта, Элис, выжила после взрыва, и она предоставляет им убежище. Затем они попадают в трудную ситуацию, когда она идёт на крайние меры, чтобы спасти своего брата. Чужаки прибывают в школу и ранят одного из оставшихся в живых. Пока остальные находятся в ловушке у чужаков, Вайолет и Анка пытаются понять, как справиться с захватчиками. Гроувер, Барретт и Элис получают сообщение о том, что все выжившие должны собраться в точке эвакуации, но Элис пытается пожертвовать Гроувером, чтобы спасти своего брата. Бёрди, одна из чужаков, находит Вайолет, которая бродит по школе, но Вайолет спасает Анка, которая устроила отвлекающий манёвр. Гроувер пытается смириться с тем, что его отец был причастен к Келлерам. В убежище Дизель, Зейн и Зои находят потайную комнату с запечатанной дверью. |            |                                      |                    |                        |                 |
| 19 | 9          | «Спасение» «Rescue»                  | Крэйг Дэвид Уоллес | Эрин Мехер, Кэй Рейндл | 18 октября 2017 |
| Гроувер и Барретт прибывают в пункт эвакуации, чтобы найти правительственное убежище, но не решаются довериться им. Притворившись правительственными агентами, они осматривают убежище. Гроувер и Барретт узнают из новостей, что Оливер Келлер был единственным выжившим из старшей школы, после чего оба переживают потерю своих друзей. В школе между чужаками продолжает нарастать напряжённость, и Бёрди разрывается между Хейли и Джейком. Гроувер и Барретт делают открытие, которое связывает правительство с компанией «Keller Chemical» и планируют раскрыть правду, но по пути узнают шокирующую истину. Анка и Вайолет разрабатывают план, чтобы спасти остальных из убежища и избавиться от чужаков, но это оказывается сложнее, чем они планировали. Хейли становится союзницей девочек после ссоры с Бёрди. В это время в убежище Гроувер и Барретт оказываются разоблачены и один из них жертвует собой. |            |                                      |                    |                        |                 |
| 20 | 10         | «Поворот» «Turning»                  | Крэйг Дэвид Уоллес | Бет Зумковски          | 18 октября 2017 |
| В школе Вайолет отвлекает чужаков, пока Анка спасает остальных из убежища. Снаружи Барретт пытается справиться с ситуацией, так как считает, что он остался один. Ситуация с чужаками принимает драматический оборот, и один из них погибает. Группа начинает беспокоиться, что их раскрыли, и обе стороны оплакивают своих погибших товарищей. Дизель и Сэди сближаются и он открывается ей. Барретту приходится взять на себя ответственность за роль, которую он сыграл во взрыве, и он находит старого союзника за пределами школы. Вернувшись в школу, группа собирается вместе, чтобы вспомнить всех, кого они потеряли, но напряжение нарастает, когда они понимают, что один из них постепенно превращается в «жуть». Гроувер просыпается, не пострадав от радиоактивного облучения, и видит у своей кровати ещё живого отца. |            |                                      |                    |                        |                 |

## Производство
«Жуть» была создана компанией Awesomeness TV и Бет Зумковски. Во время разработки права на трансляцию сериала выкупил стриминговый сервис Hulu. Премьера всех эпизодов 1 сезона состоялась 10 октября 2016 года.
В мае 2017 года сериал был продлён на 2 сезон. Премьера всех эпизодов 2 сезона состоялась 18 октября 2017 года.
27 июля 2018 года стало известно, что Hulu закрыл сериал из-за низких рейтингов и негативной критики.

## Реакция

### Критика
Соня Сарайя из Variety назвала сериал «глупыми, легкомысленными получасовыми эпизодами, чем-то средним между хоррором и подростковым сериалом» и в итоге сказала: «Сериал так и не становится достаточно интересным, чтобы выйти за рамки предсказуемых штампов зомби-хоррора или нудной тревоги юности».
Нил Гензлингер из The New York Times сказал о сериале: «В эпоху зомби-шоу многое в „Жути“ кажется знакомым, но благодаря эпизодам, каждый из которых длится меньше получаса, сериал воспринимается достаточно легко».
На сайте-агрегаторе Rotten Tomatoes сериал имеет среднюю оценку в 65 % на основе 50 с лишним рецензий со стороны зрителей.

### Награды
| Год  | Премия        | Категория  | Номинация | Результат | Ссылка |
| ---- | ------------- | ---------- | --------- | --------- | ------ |
| 2017 | Shorty Awards | Веб-сериал | Жуть      | Номинация | [ 12 ] |